# Arboretet (Hørsholm)
Arboretet er en botanisk have kombineret med forskning og uddannelse, der ligger i Hørsholm. Arboretet er en enhed under Skov & Landskab ved Det Biovidenskabelige Fakultet for Fødevarer, Veterinærmedicin og Naturressourcer, Københavns Universitet. Plantesamlingen rummer ca. 2.000 arter og er den største samling af buske og træer i Danmark. Grundlagt i 1936.
Navnet stammer fra det latinske arboretum – se arboret.
De mange træer er grundlag for fakultetets nationale og internationale forskning i træer og buskes genetiske ressourcer. Denne forskning omfatter dendrologiske, genetiske og genøkologiske forskningsprojekter.
Arboretet tjener desuden undervisningsformål for fakultetets studerende samt som formidlingsaktivitet for offentligheden. Arboretets website er tilknyttet en omfattende database med informationer om mere end 10.000 plantearter.
Arboretet og Forstbotanisk Have har dagligt åbent for offentligheden fra 07.30 til solnedgang; hunde må ikke medtages.
I sommeren 2020 blev der begået hærværk i arboretet af unge mountainbikere, hvor et uberørt vildtremis blev gravet op og træer blev fældet. 